# Ambulyx wildei
Ambulyx wildei là một loài bướm đêm thuộc họ Sphingidae. Loài này có ở Papua New Guinea và Queensland.
Sải cánh dài khoảng 110 mm. Nó giống với Ambulyx substrigilis. Con cái màu nâu đậm hơn con đực.